# Kenelm Digby
Kenelm Digby, född 11 juli 1603 i Gayhurst, död 11 juni 1665, var en engelsk diplomat, författare och naturfilosof.
Digbys far var krutkonspiratören Everard Digby.
Digby var 1627–1629 befälhavare för en kaparexpedition, sändes i landsflykt 1643 och blev drottning Henrietta Marias kansler i Paris och skickades på uppdrag av henne till Rom. Han kom senare i Oliver Cromwells tjänst till Paris. Digby sysslade även med alkemi och medicin och utgav bland annat Two treatises, in the one of which the nature of bodies, in the other the nature of mans's soul is looked into (1644).